# Gospodarka Wenezueli
Gospodarka Wenezueli – jest gospodarką opartą głównie na ropie naftowej.

## Charakterystyka
Gospodarka kraju bazuje na złożach ropy naftowej, której sprzedaż generuje ponad 90% eksportu i ponad połowę produktu krajowego brutto. Ponadto Wenezuela posiada bogate zasoby gazu ziemnego, żelaza, niklu, węgla, boksytów, fosfatów, cynku, a także miedzi, złota i diamentów.
Według danych na 2016 rok 88 na 100 osób posiada telefon komórkowy i 60 na 100 ma dostęp do internetu. Wydatki na edukację stanowią 6,9% PKB. Osoby dorosłe z nadwagą stanowią 25,6% społeczeństwa.

## Historia
Od późnych lat czterdziestych do 1970 Wenezuela była największym eksporterem ropy na świecie. Hugo Chávez został wybrany na prezydenta w grudniu 1998 roku i objął ten urząd w lutym 1999 roku. Rok później ceny ropy szybko wzrosły. Chávez zmienił następnie politykę gospodarczą na bardziej socjalistyczną w porównaniu z jego poprzednikami i uzależnił gospodarkę Wenezueli od wysokich cen ropy naftowej.
W 1999 w Wenezueli było 13 tysięcy przedsiębiorstw. Do 2016 liczba ta spadła do 4 tysięcy. W 2013 Wenezuela miała najwyższy wskaźnik ubóstwa (Global Misery Index) na świecie. W 2014 roku 48% ludności żyło w ubóstwie, w 2017 – już ponad 87%. W tym samym roku Wenezuelczycy schudli średnio o 11 kilogramów. Jest to spowodowane m.in. hiperinflacją i brakiem towarów w sklepach. Od 2014 roku inflacja zaczęła gwałtownie rosnąć od 50% do 27 364% (2018). Jednym z największych przedsiębiorstw w kraju jest PDVSA, działające w przemyśle petrochemicznym. W 2003 roku po antyrządowych strajkach pracowników zwolniono prawie 20 000 osób. W wydobyciu ropy Wenezuela plasuje się na trzecim miejscu na kontynencie amerykańskim, po Stanach Zjednoczonych i Meksyku (2005). W 2005 pozyskano 155 mln ton tego surowca. Całkowita dzienna produkcja w PDVSA – wenezuelskim państwowym przedsiębiorstwie petrochemicznym – spadła z 3 mln baryłek w roku 1998 do 2,4 mln w roku 2013.
W listopadzie 2017 roku agencja ratingowa S&P Global Ratings przyznała krajowi rating SD „selektywna niewypłacalność” po tym, jak Wenezuela nie spłaciła swojego długu. Rezerwy walutowe państwa na przestrzeni lat 2011–2017 szybko spadły z 30 miliardów dolarów do 9,6. Organizacje takie jak Amnesty International czy Organizacja Narodów Zjednoczonych zaoferowały pomoc, jednak rząd odmówił. Od 2016 roku nasiliło się racjonowanie wody. Ludność otrzymuje wodę kilka razy w miesiącu, co doprowadziło do kradzieży wody z basenów, budynków publicznych czy ciężarówek dostarczających wodę do hoteli.
Od 2014 roku wiele osób wzięło udział w protestach antyrządowych. Do 2018 roku zginęło w nich ponad 120 osób.

## Waluta
W lutym 2018 Centralny Bank Wenezueli ogłosił dewaluację waluty o 99,6%. Wenezuelski boliwar jest najmniej wartościową walutą na świecie, z kursem 1 dolara amerykańskiego za 25 tysięcy boliwarów (2018). W 2018 roku rząd w ramach walki z kryzysem wydał kryptowalutę Petro.

## Rolnictwo
Głównymi uprawami są: kukurydza, ryż, fasola, soczewica i maniok oraz ziemniaki, kawa i kakaowiec. Poza tym uprawiana jest trzcina cukrowa, bawełna, sezam, agawa sizalowa, orzeszki ziemne, tytoń oraz liczne warzywa i owoce. Jako grunty orne użytkowane jest tylko 3% powierzchni kraju.

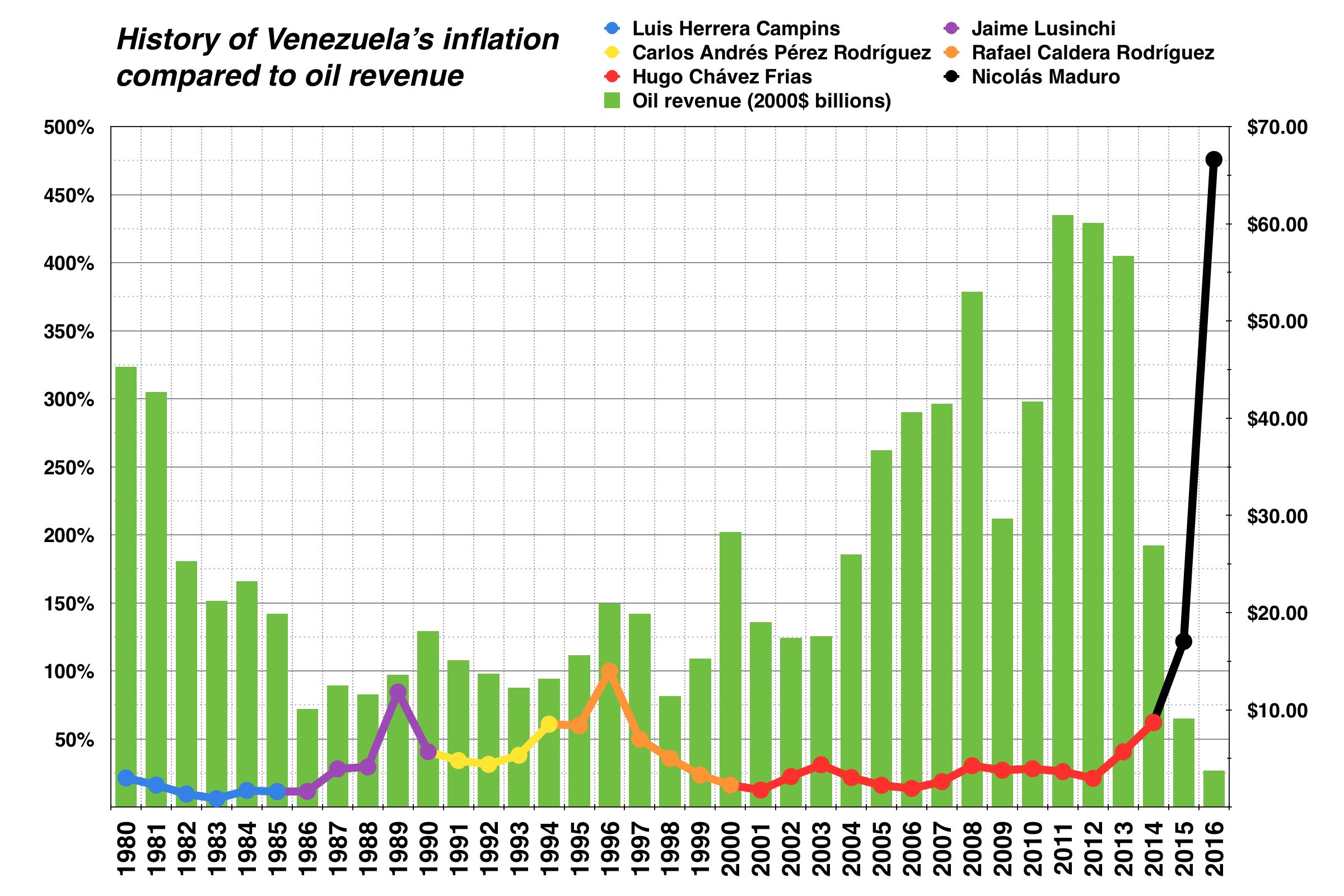
Inflacja na przestrzeni lat
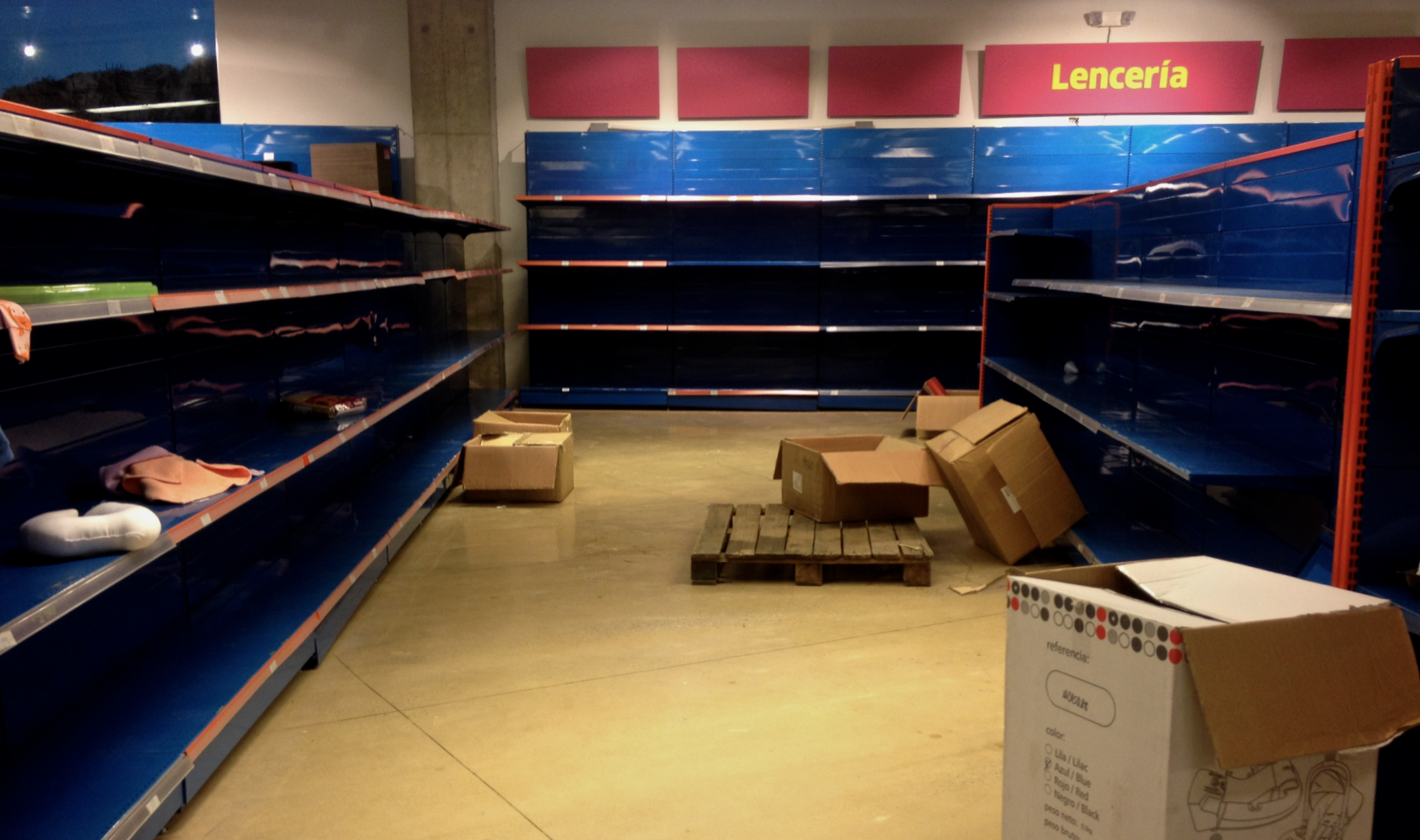
Puste półki w sklepach
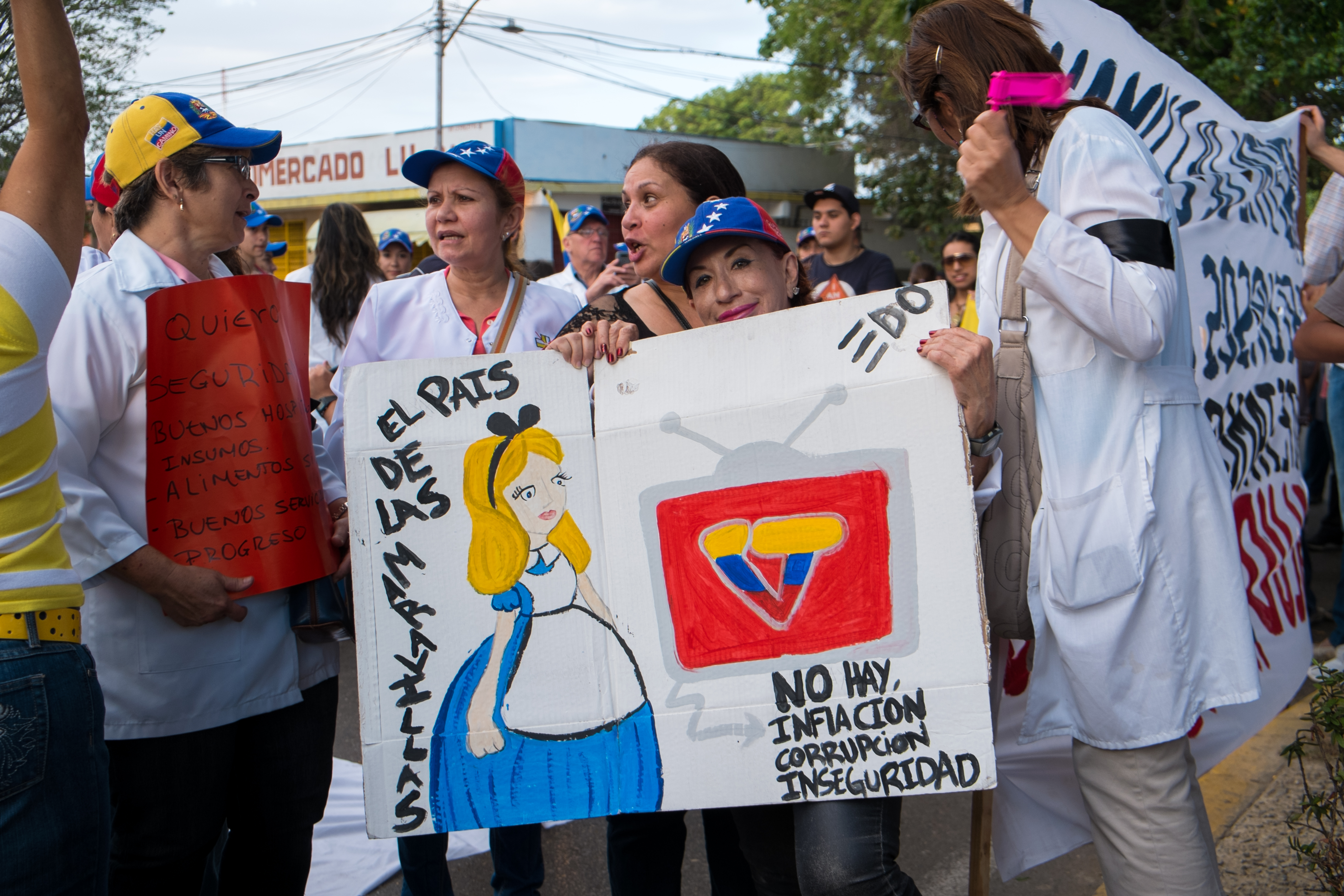
Protesty w kraju

## Transport
W Wenezueli jest 96 189 km dróg i 447 km torów kolejowych.
Główne porty morskie to La Guaira, Maracaibo, Puerto Cabello i Punta Cardon.